# Bianca Bentivoglio
Bianca Bentivoglio (25 marzo 1467 – Modena, 1519) era figlia di Giovanni II Bentivoglio, signore di fatto di Bologna, e di Ginevra Sforza. Suo nonno materno era Alessandro Sforza, signore di Pesaro.

## Biografia
Sposò il 29 settembre 1481 il mantovano Niccolò Maria Rangoni (1455 – 1500), signore di Spilamberto e Cordignano.

## Discendenza
Bianca e Niccolò Maria ebbero dieci figli, quattro figli maschi ed due femmine:
- Ludovico (m. 1522), signore di Spilamberto, sposò Barbara Pallavicino;
- Ginevra (1487-1540), moglie di Aloisio Gonzaga, marchese di Castel Goffredo;
- Guido (1485-1539), signore di Spilamberto, sposò Argentina Pallavicino;
- Antonio Galeazzo (m. 1508),  signore di Spilamberto, nel 1508 milita nell’esercito veneziano;
- Girolamo (m. 1508), signore di Spilamberto, nel 1508 milita nell’esercito veneziano;
- Annibale (?-1523), signore di Spilamberto, capitano della guardia pontificia nel 1513;
- Ercole (1491-1527), signore di Spilamberto e religioso, divenne cameriere del papa Leone X e cardinale nel 1517. Fu vescovo di Adria dal 1519 al 1524 e di Modena dal 1509 al 1527;
- Francesco (m. 1526), signore di Spilamberto, sposò Fiammetta Appiano d'Aragona e in seguito Cassandra Collalto, nel 1524 milita nell’esercito francese e nel 1525 in quello veneziano;
- Alessandro (m. 1522), signore di Spilamberto; cavaliere gerosolimitano;
- Costanza (1495-1567), sposò il conte Tommaso Calcagnini di Ferrara e in seguito il conte Cesare Fregoso.

Insieme alla famiglia, è raffigurata nella pala di Lorenzo Costa.
Bianca e il marito sono raffigurati in una pala di Francesco Bianchi Ferrari, conservata nella Galleria Estense.

## Ascendenza

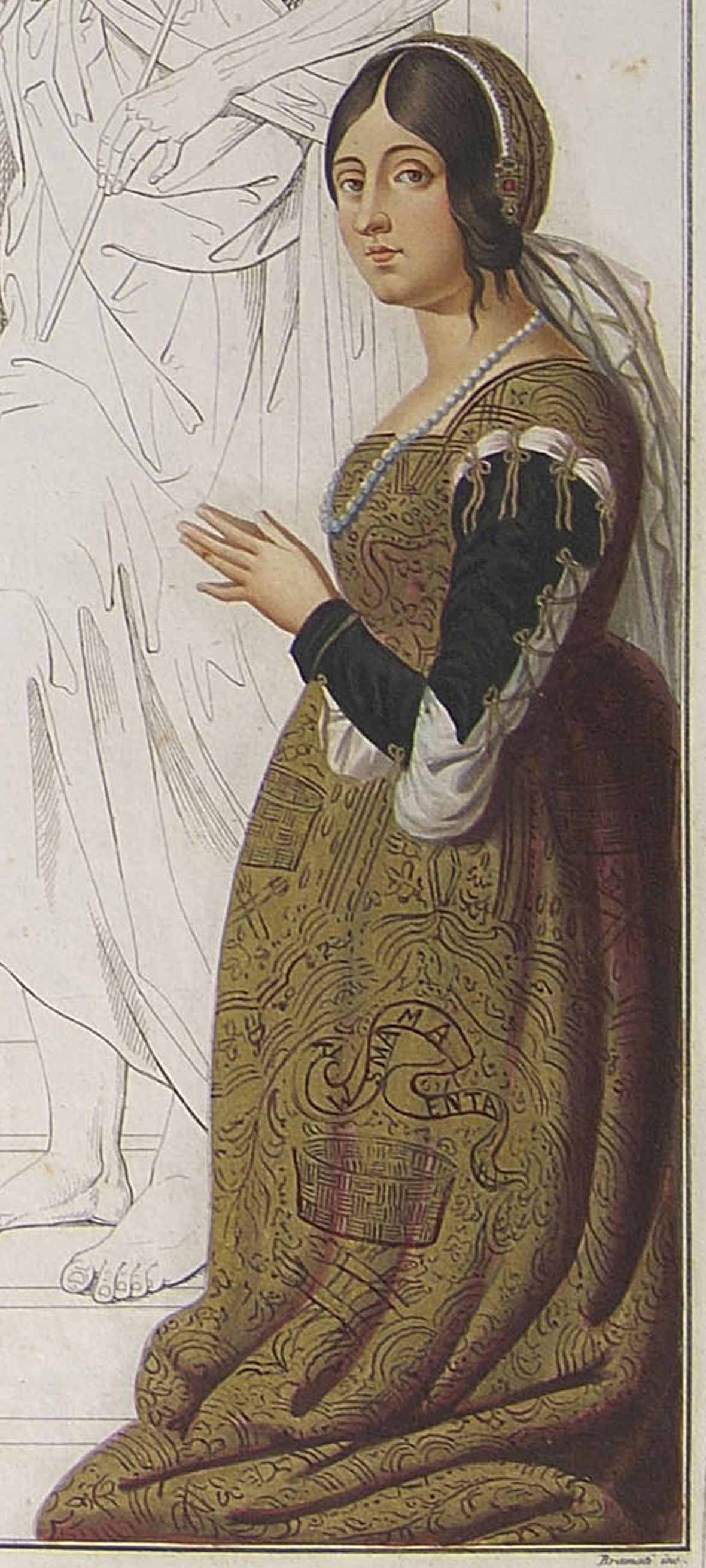
Bianca Bentivoglio ritratta accanto al marito Niccolò Rangoni.

|                         |                        |                                 | Genitori            |  |  | Nonni |  |  | Bisnonni                   |  |  | Trisnonni              |  |
|                         |                        |                                 |                     |  |  |       |  |  | Anton Galeazzo Bentivoglio |  |  | Giovanni I Bentivoglio |  |
|                         |                        |                                 |                     |  |  |       |  |  | Anton Galeazzo Bentivoglio |  |  | Giovanni I Bentivoglio |  |
|                         |                        | Elisabetta da Castel San Pietro |                     |  |  |       |  |  | Anton Galeazzo Bentivoglio |  |  |                        |  |
| Annibale I Bentivoglio  |                        |                                 |                     |  |  |       |  |  | Anton Galeazzo Bentivoglio |  |  |                        |  |
|                         |                        | Francesca Gozzadini             | Gozzadino Gozzadini |  |  |       |  |  |                            |  |  |                        |  |
|                         |                        | Francesca Gozzadini             | Gozzadino Gozzadini |  |  |       |  |  |                            |  |  |                        |  |
|                         |                        | Francesca Gozzadini             | Costanza Scappi     |  |  |       |  |  |                            |  |  |                        |  |
| Giovanni II Bentivoglio |                        | Francesca Gozzadini             |                     |  |  |       |  |  |                            |  |  |                        |  |
|                         |                        | Lancillotto Visconti            | Bernabò Visconti    |  |  |       |  |  |                            |  |  |                        |  |
|                         |                        | Lancillotto Visconti            | Bernabò Visconti    |  |  |       |  |  |                            |  |  |                        |  |
|                         |                        | Lancillotto Visconti            | Donnina Porro       |  |  |       |  |  |                            |  |  |                        |  |
| Donnina Visconti        |                        | Lancillotto Visconti            |                     |  |  |       |  |  |                            |  |  |                        |  |
|                         |                        | …                               | …                   |  |  |       |  |  |                            |  |  |                        |  |
|                         |                        | …                               | …                   |  |  |       |  |  |                            |  |  |                        |  |
|                         |                        | …                               | …                   |  |  |       |  |  |                            |  |  |                        |  |
| Bianca Bentivoglio      |                        | …                               |                     |  |  |       |  |  |                            |  |  |                        |  |
|                         | Muzio Attendolo Sforza | Giovanni Attendolo              |                     |  |  |       |  |  |                            |  |  |                        |  |
|                         | Muzio Attendolo Sforza | Giovanni Attendolo              |                     |  |  |       |  |  |                            |  |  |                        |  |
|                         | Muzio Attendolo Sforza | Elisa Petraccini                |                     |  |  |       |  |  |                            |  |  |                        |  |
| Alessandro Sforza       | Muzio Attendolo Sforza |                                 |                     |  |  |       |  |  |                            |  |  |                        |  |
|                         |                        | Lucia Terzani                   | …                   |  |  |       |  |  |                            |  |  |                        |  |
|                         |                        | Lucia Terzani                   | …                   |  |  |       |  |  |                            |  |  |                        |  |
|                         |                        | Lucia Terzani                   | …                   |  |  |       |  |  |                            |  |  |                        |  |
| Ginevra Sforza          |                        | Lucia Terzani                   |                     |  |  |       |  |  |                            |  |  |                        |  |
|                         |                        | …                               | …                   |  |  |       |  |  |                            |  |  |                        |  |
|                         |                        | …                               | …                   |  |  |       |  |  |                            |  |  |                        |  |
|                         |                        | …                               | …                   |  |  |       |  |  |                            |  |  |                        |  |
| …                       |                        | …                               |                     |  |  |       |  |  |                            |  |  |                        |  |
|                         |                        | …                               | …                   |  |  |       |  |  |                            |  |  |                        |  |
|                         |                        | …                               | …                   |  |  |       |  |  |                            |  |  |                        |  |
|                         |                        | …                               | …                   |  |  |       |  |  |                            |  |  |                        |  |
|                         |                        | …                               |                     |  |  |       |  |  |                            |  |  |                        |  |